# Université des sciences de Philadelphie
L'université des sciences à Philadelphie (en anglais : University of the Sciences in Philadelphia ou USciences) est un établissement d'enseignement supérieur américain situé dans la ville de Philadelphie en Pennsylvanie. Il fut fondé en 1821 et compte environ 2 800 étudiants.